# 대구 동화사 사천왕도
대구 동화사 사천왕도(大邱 桐華寺 四天王圖)는 대한민국 대구광역시 동구 도학동 동화사에 있는 조선시대의 사천왕도이다. 2012년 1월 30일 대구광역시의 문화재자료 제50호로 지정되었다.

## 개요
고종 33(1896)년에 화승(畵僧) 묘화(妙華), 진철(震徹)에 의해 조성된 것으로 사방을 수호하는 호법신인 사천왕(동방 지국천(持國天), 서방 광목천(廣目天), 남방 증장천(增長天), 북방 다문천(多聞天))을 그린 것으로 정확한 제작연대와 작가를 알 수 있으며 3m에 달하는 대작으로 전국적으로 드문 사례이다.

## 참고 문헌
- 대구 동화사 사천왕도 - 국가유산청 국가유산포털